# Hypochilus thorelli
Espèce
Hypochilus thorelli est une espèce d'araignées aranéomorphes de la famille des Hypochilidae.

## Distribution
Cette espèce est endémique des Appalaches aux États-Unis,. Elle se rencontre dans l'extrême Ouest de la Virginie, dans l'Est du Kentucky, au Tennessee, dans l'Ouest de la Caroline du Nord, dans l'Ouest de la Caroline du Sud, dans l'extrême Nord de la Géorgie et dans le Nord de l'Alabama.

## Habitat
Elle se rencontre en zone montagneuse entre 397 et 1 891 m d'altitude.

## Description
Le mâle décrit par Gertsch en 1958 mesure 10,10 mm et la femelle 15,45 mm.

## Étymologie
Cette espèce est nommée en l'honneur de Tord Tamerlan Teodor Thorell.

## Publication originale
- Marx, 1888 : On a new and interesting spider. Entomologica Americana, vol. 4, p. 160-162 (texte intégral).